# Planá (Tachovi járás)
Planá település Csehországban, Tachovi járásban. Planá Chodský Újezd, Chodová Planá, Bor, Černošín, Olbramov, Lestkov, Brod nad Tichou és Kočov településekkel határos. Lakosainak száma 5692 fő (2024. január 1.).

## Népesség
A település lakosságának változását az alábbi diagram mutatja:
| Lakosok száma | 5549 | 5765 | 6459 | 3779 | 4652 | 5400 | 5387 | 5413 | 5278 | 5692 |
|               | 1869 | 1890 | 1921 | 1950 | 1980 | 2001 | 2017 | 2019 | 2022 | 2024 |